# Бастия, Адриан
Адриа́н Хесу́с Басти́я (исп. Adrián Jesús Bastía; 20 декабря 1978, Гобернадор-Креспо) — аргентинский футболист, полузащитник.

## Биография
До приезда в Европу выступал за «Расинг», с которым в 2001 году стал чемпионом Аргентины (Апертура). Затем перешёл в испанский «Эспаньол», однако закрепиться в составе каталонского клуба не смог.
В 2004 году на правах аренды перешёл в «Сатурн», за клуб сыграл 15 матчей. Вместе с другим игроком «Сатурна» Базаевым получил от КДК 5-матчевую дисквалификацию после потасовки, учинённой по завершении матча 22-го тура между «Сатурном» и ЦСКА. При этом ни Бастия, ни Базаев активного участия в потасовке не принимали. Раменский «Сатурн» не смог договориться о продлении аренды с «Эспаньолом», владевшим правами на футболиста, и после сезона 2004 Бастия вернулся в Испанию.
После ухода из «Сатурна» Бастия выступал за «Эстудиантес», «Расинг», греческий «Астерас Триполис» и «Колон».
С 2013 года выступал за «Атлетико Рафаэлу», с 2014 года являлся капитаном команды. В 2016—2019 годах выступал за «Колон».
Привлекался в молодёжную сборную Аргентины.

## Титулы
- Чемпион Аргентины (1): Апертура 2001